# Малынский сельсовет (Московская область)
Малынский сельсовет — упразднённая административно-территориальная единица, существовавшая на территории Тульской губернии, Московской и Тульской областей до 1976 года.
Малынский с/с был образован в первые годы советской власти. К началу 1929 года он входил в состав Серебряно-Прудского района Тульской губернии.
По данным 1926 года в состав сельсовета вошли сёла Малынь и Накаплово, деревни Коровино, Крытово, Семенково и Тютьково.
14 января 1929 года Серебряно-Прудский район был отнесён к Центрально-Промышленной области, но деление на губернии сохранено.
3 июня 1929 года Серебряно-Прудский район был отнесён к Тульскому округу, а Центрально-Промышленная область была переименована в Московскую.
1 октября 1929 года Тульская губерния была упразднена.
23 июля 1930 года Тульский округ был упразднён и Серебряно-Прудский район перешёл в прямое подчинение Московской области.
26 сентября 1937 года Серебряно-Прудский район был передан в Тульскую область, но 20 декабря 1942 года он возвращён в Московскую область.
14 июня 1954 года к Малынскому с/с был присоединён Крутовский с/с (селения Крутое, Новосёлки и Песочное).
1 февраля 1963 года Серебряно-Прудский район был упразднён и Малынский с/с вошёл в Ступинский сельский район. 11 января 1965 года Малынский с/с был возвращён в восстановленный Серебряно-Прудский район.
23 декабря 1976 года из Малынского с/с в Узуновский с/с были переданы селения Коровино, Крытово, Малынь, Накаплово и Тютьково. При этом он был переименован в Крутовский с/с в составе селений Крутое, Ларино, Мозалово, Новосёлки, Песочное и Свиное.